# Écriture du roumain
Cet article traite de l’histoire de l’écriture du roumain, du système d'écriture actuel et de la valeur phonémique des lettres, ainsi que de l’orthographe roumaine.

## Aperçu historique
L’écriture du roumain débute relativement tard, au XVIe siècle, à cause de conditions historiques et culturelles spécifiques (le territoire roumain actuel ayant fait partie intégrante du Rex Bulgarorum et Blachorum jusqu'à la domination ottomane), dont l’évolution la fait passer de l'alphabet cyrillique à l’alphabet latin.
S’appuyant sur une affirmation de Dimitrie Cantemir (XVIIIe siècle), les protochronistes affirment sans preuve que le roumain aurait d’abord été écrit en alphabet latin, mais les plus anciens documents écrits en roumain qui se sont conservés (XVIe siècle) sont écrits dans un alphabet cyrillique adapté au roumain, parce que c’était depuis le Xe siècle l’alphabet du vieux slave utilisé par l’église orthodoxe et dans l’administration des principautés roumaines de Valachie et Moldavie. Le tout premier date de 1521. C’est une lettre — la Lettre de Neacșu — d'un marchand de Câmpulung Muscel, Neacșu, adressée au maire de Brașov, Johannes Benkner, pour le prévenir que « les Turcs préparent une attaque surprise sur toute la Transylvanie et la Valachie ». Cet alphabet est le suivant :
|    | Lettre | Nom de la lettre  | Valeur numérique | Prononciation | Correspondant actuel |
| -- | ------ | ----------------- | ---------------- | ------------- | -------------------- |
| 1  | A а    | az                | 1                | /a/           | a                    |
| 2  | Б      | buche             |                  | /b/           | b                    |
| 3  | В в    | vede              | 2                | /v/           | v                    |
| 4  | Г г    | glagoli           | 3                | /ɡ/           | g, gh                |
| 5  | Д д    | dobru             | 4                | /d/           | d                    |
| 6  | Є є    | iest              | 5                | /e/           | e                    |
| 7  | Ж ж    | jivete            |                  | /ʒ/           | j                    |
| 8  | Ѕ ѕ    | dzelo / dzialu    | 6                | /d͡z/          |                      |
| 9  | З з    | zemlia            | 7                | /z/           | z                    |
| 10 | И и    | ije               | 8                | /i/           | i                    |
| 11 | І і    | I                 | 10               | /i/           | i                    |
| 12 | К к    | caco              | 20               | /k/           | c, ch                |
| 13 | Л л    | liudie / lude     | 30               | /l/           | l                    |
| 14 | М м    | mislite / mislete | 40               | /m/           | m                    |
| 15 | N ɴ    | naș               | 50               | /n/           | n                    |
| 16 | О o    | on                | 70               | /o/           | o                    |
| 17 | П п    | pocoi             | 80               | /p/           | p                    |
| 18 | Р р    | riți / râță       | 100              | /r/           | r                    |
| 19 | С с    | slovo / slovă     | 200              | /s/           | s                    |
| 20 | Т т    | tvirdo / ferdu    | 300              | /t/           | t                    |
| 21 | Ѹ ѹ    | Ucu               | 400              | /u/           | u                    |
| 22 | У ȣ    | u                 |                  | /u/           | u                    |
| 23 | Ф ф    | fârtă             | 500              | /f/           | f                    |
| 24 | Х х    | heru              | 600              | /h/           | h                    |
| 25 | Ѡ ѡ    | ot                | 800              | /o/           | o                    |
| 26 | Щ щ    | ști / ște         |                  | /ʃt/          | șt                   |
| 27 | Ц ц    | ți                | 900              | /t͡s/          | ț                    |
| 28 | Ч ч    | cervu             | 90               | /t͡ʃ/          | c                    |
| 29 | Ш ш    | șa                |                  | /ʃ/           | ș                    |
| 30 | Ъ ъ    | ieru              |                  | /ə/ ʷ/        | ă pas de lettre      |
| 31 | Ы ы    | ieri              |                  | /ɨ/ /ʲ/ /ʷ/   | â, î i pas de lettre |
| 32 | Ь ь    | ier               |                  | /ə/ /ʲ/ /ʷ/   | ă i pas de lettre    |
| 33 | Ѣ ѣ    | eti               |                  | /e̯a/          | ea                   |
| 34 | Ю ю    | iu                |                  | /ju/          | iu                   |
| 35 | Ѩ ѩ    | iaco              |                  | /ja/          | ia                   |
| 36 | Ѥ ѥ    | ie                |                  | /je/          | ie                   |
| 37 | Ѧ ѧ    | ia                |                  | /ja/ /e̯a/     | ia ea                |
| 38 | Ѫ ѫ    | ius               |                  | /ɨ/           | â, î                 |
| 39 | Ѯ ѯ    | csi               | 60               | /ks/          | x                    |
| 40 | Ѱ ѱ    | psi               | 700              | /ps/          | ps                   |
| 41 | Ѳ ѳ    | fita              | 9                | /θ/, /ft/     |                      |
| 42 | Ѵ ѵ    | ipsilon / ijiță   | 400              | /i/ u/        | i u                  |
| 43 | Ꙟ ꙟ    | în                |                  | /ɨn/, /ɨm/    | în, îm               |
| 44 | Џ џ    | gea               |                  | /d͡ʒ/          | g                    |

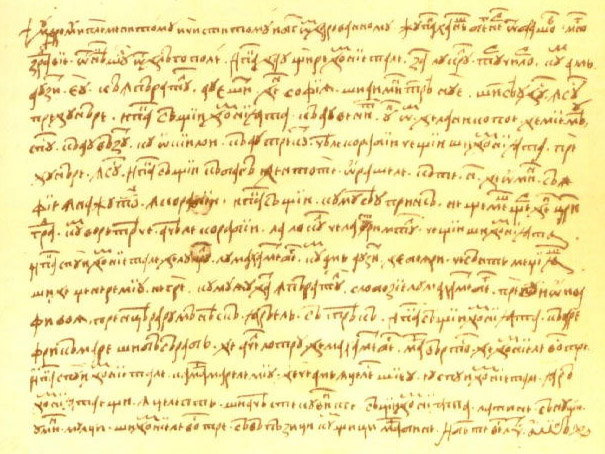
Lettre de Neacșu

Le seul diacritique utilisé était la brève (˘) pour marquer une semi-voyelle, sur и, i,  ȣ, ѡ.
Voici en tant qu’exemple de texte Notre Père en cyrillique roumain (vers 1850) translittéré en alphabet roumain actuel :
| Татъль ностру | Tatăl nostru |
| ------------- | --- |
|               | Tatăl nostru, carele ești în ceriuri: Sfințascăse numele tău: Vie împărățiia ta: Fie voia ta, pre cum în ceriu, și pre pământ. Pâinea noastră cea de toate zilele, dăneo noao astăzi. Și ne iartă noao datoriile noastre, pre cum și noi ertăm datornicilor noștri. Și nu ne duce pre noi în ispită. Ci ne izbăveaște de cel rău. Că ata iaste împărățiia, și Putearea, și mărirea în veaci, amin. |

L’alphabet latin est sporadiquement utilisé à partir du XVIe siècle lorsque , mais avec la graphie hongroise ou polonaise de l’époque, comme dans le livre de chants religieux protestants traduits du hongrois, daté entre 1570 et 1573 (le plus ancien texte roumain en alphabet latin) ou dans le « Notre Père » transcrit en graphie polonaise par le boyard moldave Luca Stroici, publié en 1594 par un savant polonais.
Au XVIIIe siècle, les lettrés roumains de Transylvanie groupés dans le mouvement culturel de l’École transylvaine influencée par les Lumières françaises, insistent sur l’origine latine du roumain et préconisent le passage à un alphabet latin adapté à la langue roumaine. L’un des protagonistes de ce mouvement, Samuil Micu Klein, propose en 1779 les premières règles concernant l’écriture latine du roumain. En 1819, Petru Maior (ro), un autre membre de l’École transylvaine, publie des propositions détaillées pour cette graphie, puis, en 1825 paraît un dictionnaire roumain-latin-hongrois-allemand, ouvrage collectif qui reprend aussi celui de 1819. Dans la préface et dans le corps du dictionnaire, le texte roumain apparaît en alphabet latin et en cyrillique. L’orthographe proposée est fondée sur le principe étymologique. Plusieurs autres orthographes étymologiques seront proposées par la suite.
Entre 1797 et 1828, l’écriture cyrillique est plusieurs fois simplifiée. À la suggestion de Ion Heliade Rădulescu, intellectuel de Valachie, entre 1830 et 1860 on utilise un alphabet appelé de transition, formé de lettres cyrilliques et latines. Dans le même temps, I. H. Rădulescu propose une orthographe à peu près phonémique, influencée par celle de l’italien.
L’alphabet de transition était le suivant :
| Lettres             | A a | Б Б | В в | G g   | D d | E e | Ж ж | Ḑ ḑ | Z z | I i | Ĭ ĭ | K k   | Л л | M m | N n | O o | П п | Р р | S s | T t | У ȣ | F f | Х х | Ц ц | Ч ч | Щ щ | Ш ш | Ъ ъ | Î î | Џ џ |
| Équivalents actuels | a   | b   | v   | g, gh | d   | e   | j   | z   | z   | i   | i   | c, ch | l   | m   | n   | o   | p   | r   | s   | t   | u   | f   | h   | ț   | c   | ș   | șt  | ă   | î   | g   |

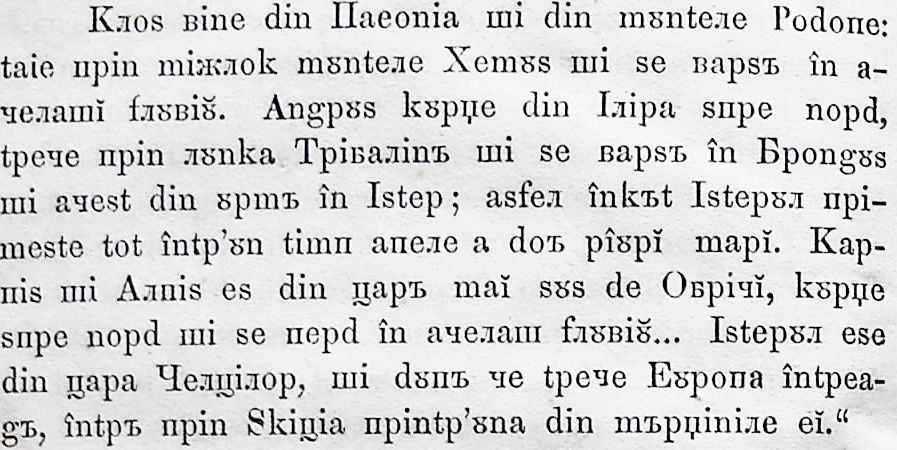
Fragment de Dimitrie Bolintineanu, Călătorii pe Dunăre și în Bulgaria (Voyages sur le Danube et en Bulgarie), 1858, écrit en alphabet de transition

En 1860, on passe enfin à l’écriture latine, avec une orthographe étymologique. Un exemple remarquable de cette écriture est le dictionnaire du roumain de August Treboniu Laurian et Ioan C. Massim publié en 1871. Exemple d’article de ce dictionnaire :
| Texte original | Transcription actuelle | Traduction |
| --- | --- | --- |
| BAIATELLU, s. m., deminutivu d’in baiatu, 1. in intellessu propriu: are unu baiatellu formosu ca unu angerellu; — 2. in intellessu metaforicu, cu espressione de desmerdare, in locu de amatu: de candu te ai dussu, baiatelle, n’amu mai pusu la gutu margelle. | BĂIEȚEL, s. m., diminutiv din băiat, 1. în înțeles propriu: are un băiețel frumos ca un îngerel; — 2. în înțeles metaforic, cu expresiune de dezmierdare, în loc de amat: de când te-ai dus, băiețele, n-am mai pus la gât mărgele. | GARÇONNET, s. m., diminutif de garçon, 1. au sens propre : elle a un garçonnet beau comme un petit ange ; — 2. au sens métaphorique, en cajolant, au lieu de bien aimé : depuis que tu es parti, mon petit gars, je n’ai plus mis de perles au cou. |

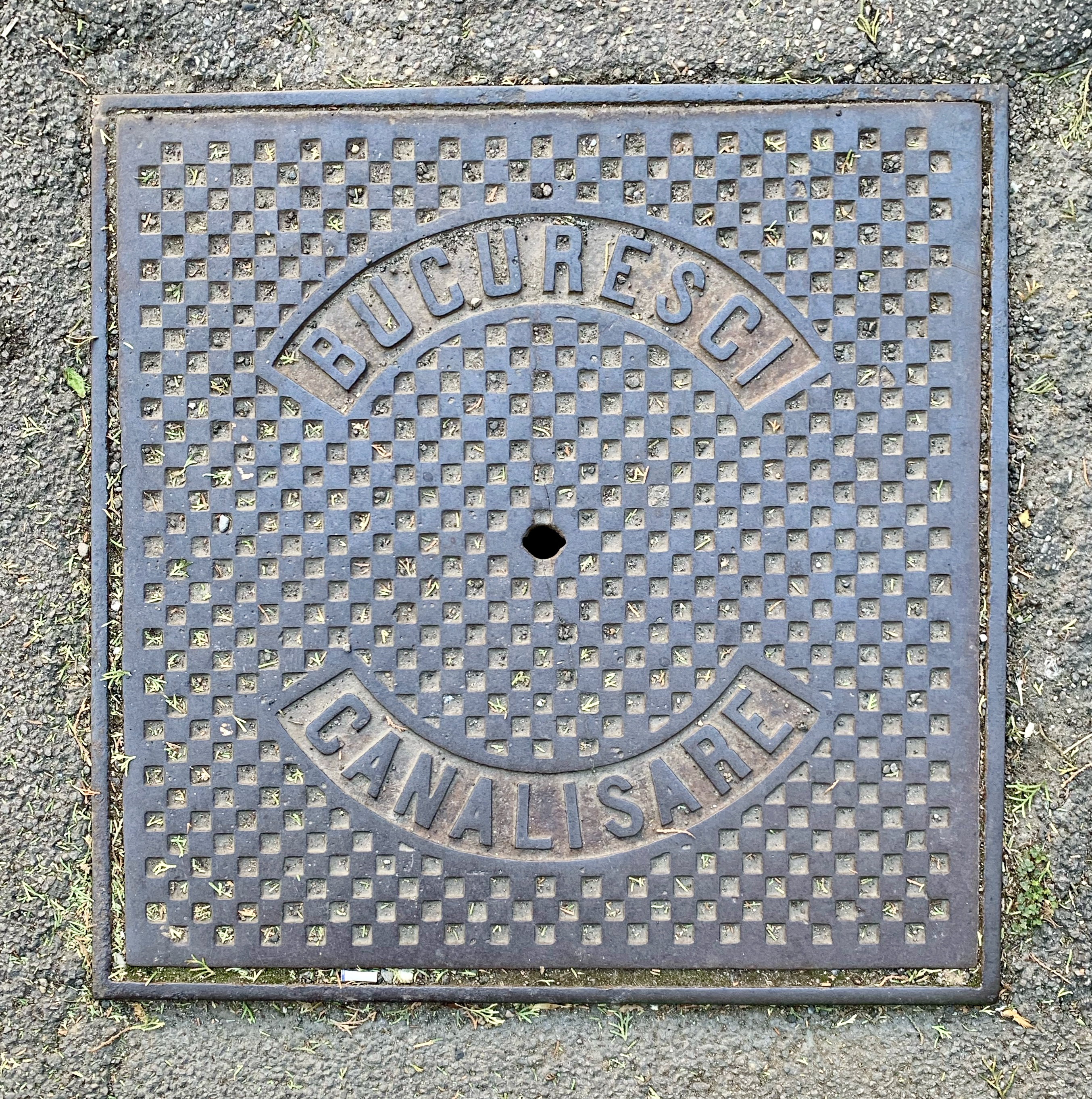
Couvercle de bouche d’égout de Bucarest datant d’avant 1904. L’inscription en graphie actuelle serait BUCUREȘTI CANALIZARE

De grandes polémiques ont lieu entre partisans de l’orthographe étymologique et ceux de l’orthographe phonémique jusqu’en 1881, lorsque l’Académie roumaine tranche en faveur de cette dernière. Cependant, les confrontations entre adeptes des deux principes ne cessent pas, puisqu’il reste des éléments étymologiques dans cette orthographe.
Les réformes les plus importantes qui touchent l’orthographe, allant généralement dans le sens de sa simplification, sauf les deux dernières, sont appliquées en 1904, 1932, 1953, 1964 et 1993.
Au début du XXe siècle, on simplifie la graphie comme suit :
- On réduit la transcription de la voyelle /ɨ/ à â et à î. En effet, en raison du principe étymologique, on la notait aussi par ê et par û.
- Toujours pour renforcer le caractère phonémique de la graphie, on ne note plus le /ə/ évolué de e latin par ĕ : împĕrat → împărat « empereur ».
- La brève disparaît aussi de ĭ notant /j/ et [ʲ] (grecĭ → greci « Grecs ») et de ŭ /w/ : noŭ → nou « nouveau ».
- On élimine aussi ḑ pour /d/ latin évolué en /z/ : ḑi → zi « jour ».

En 1953, on élimine la lettre â, puis, en 1964, on la réintroduit, mais seulement dans le mot român et ses dérivés, pouvant aussi être utilisée dans les noms de famille (exemple : Brâncuși). En 1993 on revient aux règles d’avant 1953 concernant â (voir plus loin L’orthographe roumaine).

## Écriture actuelle

### Alphabet latin
L’alphabet latin du roumain est constitué de 31 lettres :
A a, Ă ă, Â â, B b, C c, D d, E e, F f, G g, H h, I i, Î î, J j, K k, L l, M m, N n, O o, P p, Q q, R r, S s, Ș ș, T t, Ț ț, U u, V v, W w, X x, Y y, Z z.
Q q, W w, Y y (officiellement introduites dans l'alphabet en 1982) et K k ne font pas partie de l’alphabet roumain de base ; ces lettres ne sont utilisées que pour écrire les mots importés, tels kilogram, quasar, watt et yoga.
Les noms officiels des lettres ont varié au cours du temps. Aujourd’hui, l’Académie roumaine accepte plusieurs variantes dont le nombre, pour certaines consonnes, arrive à trois :
a, ă, â din a, be/bî, ce/cî, de/dî, e, ef/fe/fî, ge/ghe/gî, haș/hî, i, î din i, je/jî, ka/kapa, el/le/lî, em/me/mî, en/ne/nî, o, pe/pî, kü, er/re/rî, es/se/sî, șe/șî, te/tî, țe/țî, ve/vî, dublu ve/dublu vî, ics, igrec, ze/zet/zî
Le diacritique correct sous les lettres Ș et Ț est la virgule souscrite, mais c’est la cédille qui s’est imposée dans la période de début de la saisie sur ordinateur, à cause de l’absence des variantes correctes dans les jeux de caractères, ce qui fait que ces lettres s’écrivent encore parfois Ş et Ţ, bien que le diacritique correct ait été introduit dans Unicode 3 à la demande de l’Académie roumaine.

#### Valeurs phonémiques des lettres et des groupes de lettres
Lettres :
| Lettre | Transcription API                                              | Description                                                              | Exemple                                                        |                                                                |
| ------ | -------------------------------------------------------------- | ------------------------------------------------------------------------ | -------------------------------------------------------------- | -------------------------------------------------------------- |
| a      | /a/                                                            | à peu près a français                                                    | arc « arc »                                                    |                                                                |
| ă      | /ə/                                                            | à peu près a anglais dans about « au sujet de »                          | ăsta « celui-ci »                                              |                                                                |
| â      | /ɨ/                                                            | à peu près ы russe dans вы « vous »                                      | cântec « chanson »                                             |                                                                |
| b      | /b/                                                            | b français                                                               | bine « bien »                                                  |                                                                |
| c      | /k/                                                            | c français dans certaines positions                                      | corb « corbeau »                                               |                                                                |
| d      | /d/                                                            | d français                                                               | drept « droit »                                                |                                                                |
| e      | /e/                                                            | ni fermé comme é ni ouvert comme è, moyen                                | elev « élève »                                                 |                                                                |
| e      | /e̯/                                                            | semi-voyelle, prononcée dans la même syllabe avec la voyelle qui la suit | deal « colline »                                               |                                                                |
| e      | /je/                                                           | comme illé dans mouillée                                                 | este « il/elle est »                                           |                                                                |
| f      | /f/                                                            | f français                                                               | film « film »                                                  |                                                                |
| g      | /g/                                                            | g français dans certaines positions                                      | grav « grave »                                                 |                                                                |
| h      | /h/                                                            | aspiré comme dans Ha! ha!                                                | hotel « hôtel »                                                |                                                                |
| i      | /i/                                                            | i français dans certaines positions                                      | idee « idée »                                                  |                                                                |
| i      | /j/                                                            | y dans yeux                                                              | ied « chevreau »                                               |                                                                |
| i      | /ʲ/                                                            | à peu près i dans pieux                                                  | lupi « loups »                                                 |                                                                |
| î      | même prononciation que celle de â                              | même prononciation que celle de â                                        | înger « ange »                                                 |                                                                |
| j      | /ʒ/                                                            | j français                                                               | joc « jeu »                                                    |                                                                |
| k      | /k/                                                            | k français                                                               | kilogram « kilogramme »                                        |                                                                |
| l      | /l/                                                            | l français                                                               | larg « large                                                   |                                                                |
| m      | /m/                                                            | m français                                                               | mare « mer »                                                   |                                                                |
| n      | /n/                                                            | n français                                                               | nas « nez »                                                    |                                                                |
| o      | /o/                                                            | à peu près o français                                                    | om « homme »                                                   |                                                                |
| o      | /o̯/                                                            | semi-voyelle, prononcée dans la même syllabe que la voyelle qui la suit  | soare « soleil »                                               |                                                                |
| p      | /p/                                                            | p français                                                               | pas « pas »                                                    |                                                                |
| q      | seulement dans des mots étrangers, prononcé comme dans ceux-ci | seulement dans des mots étrangers, prononcé comme dans ceux-ci           | seulement dans des mots étrangers, prononcé comme dans ceux-ci | seulement dans des mots étrangers, prononcé comme dans ceux-ci |
| r      | /r/                                                            | r roulé                                                                  | rar « rare »                                                   |                                                                |
| s      | /s/                                                            | s français dans certaines positions                                      | sac « sac »                                                    |                                                                |
| ș      | /ʃ/                                                            | ch dans chauve                                                           | șacal « chacal »                                               |                                                                |
| t      | /t/                                                            | t français                                                               | tren « train »                                                 |                                                                |
| ț      | /t͡s/                                                           | ts dans tsar                                                             | țintă « cible »                                                |                                                                |
| u      | /u/                                                            | ou français                                                              | urs « ours »                                                   |                                                                |
| u      | /w/                                                            | ou français                                                              | nouă « neuf » (chiffre)                                        |                                                                |
| v      | /v/                                                            | v français                                                               | vin « vin »                                                    |                                                                |
| w      | seulement dans des mots étrangers, prononcé comme dans ceux-ci | seulement dans des mots étrangers, prononcé comme dans ceux-ci           | seulement dans des mots étrangers, prononcé comme dans ceux-ci | seulement dans des mots étrangers, prononcé comme dans ceux-ci |
| x      | /ks/                                                           | x français                                                               | taxi « taxi »                                                  |                                                                |
| x      | /gz/                                                           | x français                                                               | exact « exact »                                                |                                                                |
| y      | seulement dans des mots étrangers, prononcé comme dans ceux-ci | seulement dans des mots étrangers, prononcé comme dans ceux-ci           | seulement dans des mots étrangers, prononcé comme dans ceux-ci | seulement dans des mots étrangers, prononcé comme dans ceux-ci |
| z      | /z/                                                            | z français                                                               | zonă « zone »                                                  |                                                                |

Groupes de lettres :
| Groupe de lettres | Transcription API | Description      | Exemple                                    |
| ----------------- | ----------------- | ---------------- | ------------------------------------------ |
| c + e ou i        | /t͡ʃ/ + /e/ ou /i/ | tch dans tchèque | cer « ciel » cinci « cinq »                |
| ch + e ou i       | /k/               | qu dans question | chestiune « question » chinină « quinine » |
| g + e ou i        | /d͡ʒ/              | dj dans Adjani   | ger « gel » ginere « gendre »              |
| gh + e ou i       | /g/               | gu dans guide    | Gheorghe « Georges » ghidon « guidon »     |

#### L’orthographe roumaine

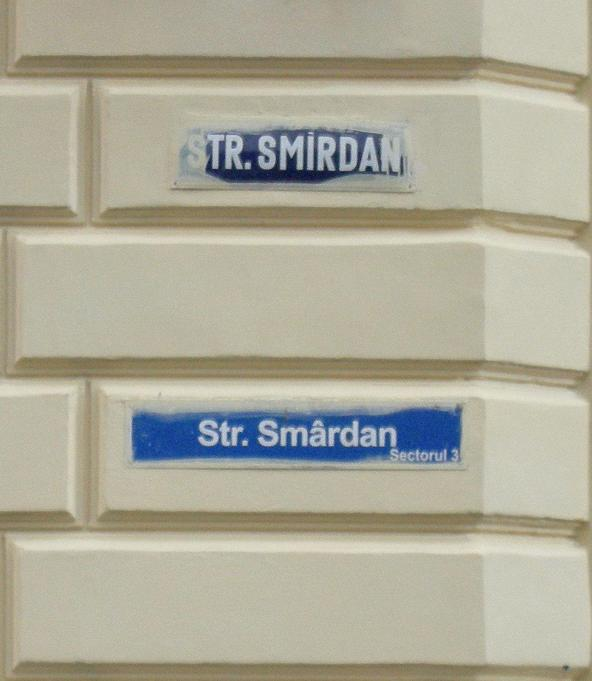
Plaques de nom de rue, l’une d’avant 1993 (en haut), l’autre d’après cette année (en bas)

L’orthographe roumaine est phonémique dans une grande mesure par rapport à celle du français. Les exceptions sont des concessions faites aux principes morphologique et étymologique.
L’exception la plus manifeste est la transcription de la voyelle [ɨ] par deux lettres, â et î. La règle actuelle est d’écrire â à l’intérieur des mots (exemple : a cânta « chanter ») mais î en fin (ex. a coborî « descendre ») et en début de mot (a începe « commencer »), y compris quand î initial suit un préfixe (a reîncepe « recommencer »). Cette règle étant officialisée, elle doit donc obligatoirement être appliquée dans les documents officiels et enseignée dans les établissements d’enseignement, mais elle fait l’objet de polémiques et n’est pas suivie par certains linguistes, écrivains, journalistes, maisons d’éditions et périodiques, qui emploient systématiquement î, sauf pour le mot român et ses dérivés.
Il est vrai que la règle a une certaine base étymologique. Dans bien des cas, â provient d’un a latin (ex. cantare > a cânta « chanter »), et î initial de mot a pour origine i latin (in > în « dans »), mais on lui oppose comme arguments la simplicité de l’orthographe phonémique, et aussi le caractère scientifiquement infondé de la règle. Le linguiste George Pruteanu mentionne qu’elle a été votée au cours d’une séance de l’Académie roumaine dans laquelle deux linguistes seulement étaient présents, et l’un a voté contre et l’autre s’est abstenu. En effet, rien ne justifie l’utilisation de â dans les mots d’origine non latine. De plus, â ne provient pas toujours d’un a dans les mots hérités du latin (ex. ventus > vânt « vent », rivus > râu « rivière », fontana > fântână « fontaine », aduncum > adânc « profond ») et î initiale de mot pas toujours d’un i (ex. angelus > înger « ange »). D’autres linguistes qui s’opposent à cette règle sont, par exemple, Mioara Avram (ro) en Roumanie et Ion Bărbuță (ro) en Moldavie.
Un autre écart par rapport à l’orthographe phonémique est la transcription e de la diphtongue [je] au début de quelques mots. Cette diphtongue se transcrit d’habitude ie (ex. iepure « lièvre », a ieși « sortir »), mais les pronoms personnels eu « je, moi », el « il, lui », ei « ils, eux », ele « elles » et des formes du verbe a fi « être » (présent de l’indicatif ești « tu es », este / e « il/elle est » ; imparfait de l’indicatif eram, erai, era, eram, erați, erau) suivent à l’écrit une tradition littéraire, bien que leur début se prononce [je].
Une difficulté pour les apprenants de roumain est que les semi-voyelles ne se distinguent pas à l’écrit des voyelles correspondantes. On écrit, par exemple, creioane « crayons » et avioane « avions », mais le premier mot se prononce [kre.jo̯ane] et le second [a.vi.wane]. C’est le cas aussi de i en fin de mot, qui se prononce [i], par exemple après consonne + r (membri « membres »), mais [ʲ] asyllabique dans d’autres cas : liberi « libres ».
Le principe morphologique se manifeste, par exemple, dans la transcription de la diphtongue [ja] par ea (au lieu de ia), dans les mots dont la flexion comporte l’alternance entre [e] et [ja] : creez « je crée » ~ creează « il/elle crée ».
Bien que l’accent tonique puisse frapper toute syllabe parmi les cinq dernières d’un mot, sa place n’est pas marquée, sauf dans les dictionnaires. Elle l’est toutefois dans les textes habituels s’il y a risque de confusion entre homographes. C’est le cas, par exemple, du mot copii qui signifie « copies » ou « enfants » selon que l’accent est, respectivement, sur la première ou sur la dernière syllabe. C’est pourquoi, si le contexte n’est pas assez clair, on met un accent aigu sur la voyelle accentuée : cópii « copies », copíi « enfants ».
La ponctuation et l’utilisation des majuscules présentent quelques différences par rapport au français :
- Le point d’exclamation, le point d’interrogation, les deux points et le point-virgule ne sont pas précédés d’une espace.
- Les guillemets ont la forme „…” ou „…“. Pour une citation à l’intérieur d’une autre citation, on utilise les guillemets français («…») sans espace entre ceux-ci et le début (la fin) des mots.
- Les signes de ponctuation qui suivent un texte entre parenthèses sont toujours écrits après la parenthèse fermante.
- Dans les noms d’institutions, d’établissements, d’organisations, tous les mots s'écrivent avec majuscule initiale sauf les prépositions et les conjonctions.

### Alphabet cyrillique
En 1924 (alors que l’actuelle République de Moldavie était une partie de la province de Bessarabie, appartenant à la Roumanie) dans la République autonome soviétique socialiste moldave de l’époque, qui correspondait en gros à l’autoproclamée République moldave du Dniestr actuelle, on a officialisé pour le roumain, qu’on appelait officiellement « moldave », un alphabet cyrillique fondé sur l’alphabet russe. Il a été utilisé jusqu’en 1932 et réintroduit en 1938, après une période de réutilisation de l’alphabet latin. L’alphabet cyrillique a été utilisé après la Seconde Guerre mondiale en République soviétique socialiste moldave. C’était le suivant :
| Lettres            | A a | Б б | В в | Г г   | Д д | E e   | Ж ж | Ӂ ӂ | З з | И и | Й й | К к   | Л л | M м | Н н | O o | П п | Р р | C c | T т | У у | Ф ф | Х х | Ц ц | Ч ч | Ш ш | Ы ы  | Ь ь | Э э | Ю ю | Я я    |
| Équivalents latins | a   | b   | v   | g, gh | d   | e, ie | j   | g   | z   | i   | i   | c, ch | l   | m   | n   | o   | p   | r   | s   | t   | u   | f   | h   | ț   | c   | ș   | â, î | i   | ă   | iu  | ia, ea |

Faute de connaître cette translittération spécifique du moldave, certains bibliothécaires, cartographes et traducteurs d’avant 1989 utilisaient la translittération de la langue russe, ce qui rend incompréhensibles textes, toponymes et anthroponymes. Après 1989 cette difficulté a disparu, lorsque le Soviet suprême de la Moldavie soviétique a adopté pour le « moldave » l’alphabet latin.
Cette décision ne s’applique pas en Transnistrie, qui a fait sécession en 1991. Le « moldave » y est toujours écrit avec l’alphabet cyrillique de 1924.

Emblème de la Transnistrie sécessionniste. Au milieu, son nom officiel en roumain avec la graphie cyrillique (translittération : Republica Moldovenească Nistreană « République moldave du Dniestr »), à gauche en russe et à droite en ukrainien.

## Sources bibliographiques
- (ro) Académie roumaine, Dicționarul ortografic, ortoepic și morfologic al limbii române [« Dictionnaire orthographique, orthoépique et morphologique de la langue roumaine »] (DOOM 2), Bucarest, Univers Enciclopedic, 2005  (ISBN 978-606-81-6208-9) ; sur l’Internet : Dexonline (DEX), les articles signés DOOM 2 (2005) (consulté le 28 mai 2017)
- (ro) Avram, Mioara, Gramatica pentru toți [« Grammaire pour tous »], Bucarest, Humanitas, 1997,  (ISBN 973-28-0769-5)
- (en) Friedrich Ballhorn, « Wallachian », dans Grammatography: a manual of reference to the alphabets of ancient and modern languages, London, Trübner and co., 1861 (lire en ligne), p. 64
- (ro) Candrea, Ion-Aurel, Dicționarul enciclopedic ilustrat „Cartea românească” [« Dictionnaire encyclopédique illustré ”Le livre roumain” »], 1re partie, Bucarest, Cartea Românească, 1931
- (ro) Cantemir, Dimitrie, Descrierea Moldovei [« Description de la Moldavie »], Bucarest, Socec, 1909 (consulté le 28 mai 2017)
- (ro) Bărbuță, Ion et al. Gramatica uzuală a limbii române [« Grammaire usuelle du roumain »], Chișinău, Litera, 2000,  (ISBN 9975-74-295-5) (consulté le 28 mai 2017)
- (en) Cojocaru, Dana, Romanian Grammar [« Grammaire roumaine »], SEELRC, 2003 (consulté le 28 mai 2017)
- (ro) Pantaleoni, Daniele, Observații asupra textelor românești vechi cu alfabet latin (1570-1703) [« Remarques sur les textes roumains anciens en alphabet latin (1570-1703) »], Philologica Jassyensia, 3e année, no 1, 2007, pp. 39-56 (consulté le 24 février 2023)
- (ro) Pruteanu, George, De ce scriu cu î din i [« Pourquoi j’écris avec î de i »], România literară, no 42, 2002 ; sur l’Internet : De ce scriu cu î din i, Saitul lui Pruteanu [« Site de Pruteanu »] (consulté le 28 mai 2017)
- (ro) Sala, Marius (dir.), Enciclopedia limbilor romanice [« Encyclopédie des langues romanes »], Bucarest, Editura Științifică și Enciclopedică, 1989  (ISBN 973-29-0043-1)